# Věroslav Mertl
Věroslav Mertl (30. března 1929, Chrášťany – 20. května 2013, České Budějovice) byl český spisovatel.

## Život
V letech 1944–1945 byl totálně nasazen jako zemědělský dělník. Po válce, od roku 1945, studoval na obchodní akademii v Českých Budějovicích (maturoval v roce 1949). Pak pracoval jako úředník, v letech 1968–1970 jako redaktor nakladatelství Růže. Mezi lety 1971 a 1991 působil jako tajemník Okresního výboru Československé strany lidové v Českých Budějovicích.

## Dílo
- Stín blaženosti, 1969
- Nám po tomto putování, 1970, přepracováno 1974
- Poledne, 1971
- Sad, 1976
- Dům mezi větrem a řekou, 1978
- Rezavý déšť, 1981
- Podzimní svit, 1984
- Pád jasnovidce, 1986; roku 2002 zpracoval Český rozhlas Plzeň jako rozhlasovou dramatizaci, režie Otakar Kosek.[1]
- Mlčení věžních hodin, 1989
- Křížová cesta, 1993
- Kruhy pod očima, 1995
- Zjasněná noc, 1995
- Přemítání o věcech vezdejších, 1997
- Tiché zahrady, 1998
- Hřbitov snů, 2000
- Letokruhy, 2000
- Kruhy pod očima. Druhá kniha deníků, esejů a rozhovorů, 2005
- Časy a nečasy, 2005